# Јован Станојевић (прота неготински)
Јован Станојевић (Мокрање, 1845 — Неготин, 1927) био је српски протојереј округа крајинског, батаљонски и бригадни свештеник.

## Биографија
Прота Јован Станојевић рођен је маја 1845. године у селу Мокрању код Неготина.
По завршетку основне школе и гимназије у Неготину, уписао се на богословију у Београду, коју је завршио 1867. године.
За ђакона је рукоположен 29. децембра 1867. а рад је започео као вероучитељ. Ту је дужност обављао до 30. јула 1869. године.
Исте године рукоположен је за свештеника и 13. августа 1869. постављен је за капелника проте неготинског.
Парох неготински постао је 1. априла 1872. године, а протојереј округа крајинског 3. јануара 1893.

## Црквени и друштвени рад
Прота Јован Станојевић, поред црквене службе, обављао је и бројне црквене и световне дужности, па је тако 1875. године постављен је за почасног члана Неготинске конзисторије, а од 1904. до 1909. године био је редован члан великог Духовног суда.
И у српско-турском рату 1876-1877. године обављао је свештеничку дужност, као батаљонски, па као бригадни свештеник и ту дужност наставио и у миру, све до 1885. Обављао је и војно-свештеничку дужност у неготинском гарнизону 1896. до 1912. године. Од 1887. године радио је као вероучитељ у нижој неготинској гимназији.
Био је члан Црквеног удружења, затим добротворног Удружења за сиромашне, члан Црвеног крста и Друштва Свети Сава и један од оснивача прве неготинске Земљорадничке задруге 1899. године. Био је и председник Одбора за подизање споменика Хајдук Вељку Петровићу, који је по нацрту архитекте Илкића подигнут 1892. године.
Прота Јован Станојевић преминуо је августа 1927. године и сахрањен је на неготинском гробљу у близини капеле.

## Одликовања
За своје многобројне заслуге у духовном и световном животу, у миру и рату, прота Јован Станојевић је 1885. године одликован високим црквеним одликовањем, Црвеним појасом. После тога следила су још виша одликовања; 1892. године Kамилавка а 1894. Орден Светог Саве трећег степена.
За обављање војно-свештеничких дужности војска га је одликовала Напрсним крстом и Орденом белог орла.

## Задужбина
Прота Јован је са супругом Јелком имао ћерку Зорицу удату за Петра Типу, угледног математичара и просветног инспектора. Зорица Типа је у договору са супругом завештала кућу у тада Душановој улици број 7, а данас у улици Бранка Перића број 13 под условом да четири просторије у њој служе за смештај Музеја „Хајдук Вељко”, да у осталом простору живе њени условно речено наследници и да се на згради истакне табла са натписом „Задужбина Јелке и Јована Станојевића окружног проте крајинског”.
Музеј је те просторије користио кратко, у њима је од 30. октобра 1957. решењем Народног одбора среза Неготин смештен Историјски архив Неготин. На фасади од 1982. стоји табла, истакнута на видном месту према улици, а како после Другог светског рата задужбине нису биле предвиђене законом, Задужбина Јована и Јелке Станојевић, оснивача Петра Типе основана је 1991.
Архив се бринуо о наследницима породице Станојевић, Николи и Јелену све до њихове смрти, а знак поштовања према породици Станојевић Историјски архив Неготина узео је да славу Светог Николу, крсну славу ове племените породице.